# Friedrich Fröhling
Friedrich Fröhling (* 1903; † 26. Februar 1984 in Hamburg) war ein deutscher römisch-katholischer Ordenspriester und SAC. Er war Generalsekretär des Raphaelsvereins (1946–1975).

## Leben
Friedrich Fröhling trat 1925 der Ordensgemeinschaft der Pallottiner bei. 1931 empfing er die Priesterweihe. Er war für den 1871 gegründeten Raphaelsvereins zum Schutze Katholischer Auswanderer in Hamburg tätig, die unter anderem Verfolgten des NS-Regimes die Flucht von Deutschland nach Südamerika ermöglichten; 1941 wurde der Verein verboten.
Nach Kriegsende leitete er den Wiederaufbau des Raphaelsvereins, einem Verein für Auswanderer, Auslandstätige, Flüchtlinge, binationale Paare und Rückkehrer. Er war dessen Generalsekretär von 1946 bis 1975. Zudem engagierte er sich als Schiffskaplan und war dessen Direktor im Auftrag der Deutschen Bischofskonferenz.
1968 wurde er von Kardinal-Großmeister Eugène Kardinal Tisserant zum Offizier des Ritterordens vom Heiligen Grab zu Jerusalem ernannt und am 29. Februar 1968 in Rom investiert.